# Hermann Staudinger
Hermann Staudinger (Worms, 23 de março de 1881 — Freiburg im Breisgau, 8 de setembro de 1965) foi um químico alemão.
Hermann Staudinger nasceu em 1881, em Worms. Após receber seu doutorado na Universidade de Halle em 1903, tornou-se professor da Universidade de Estrasburgo.
Em 1907 Staudinger iniciou um cargo de professor assistente na Universidade Técnica de Karlsruhe. Lá, ele isolou com sucesso uma série de compostos orgânicos úteis (incluindo um aroma de café sintético) como mais completamente revisada por Rolf Mülhaupt.
Foi agraciado com o Nobel de Química de 1953, por suas descobertas no campo da química macromolecular.
Está sepultado no Hauptfriedhof Freiburg im Breisgau.

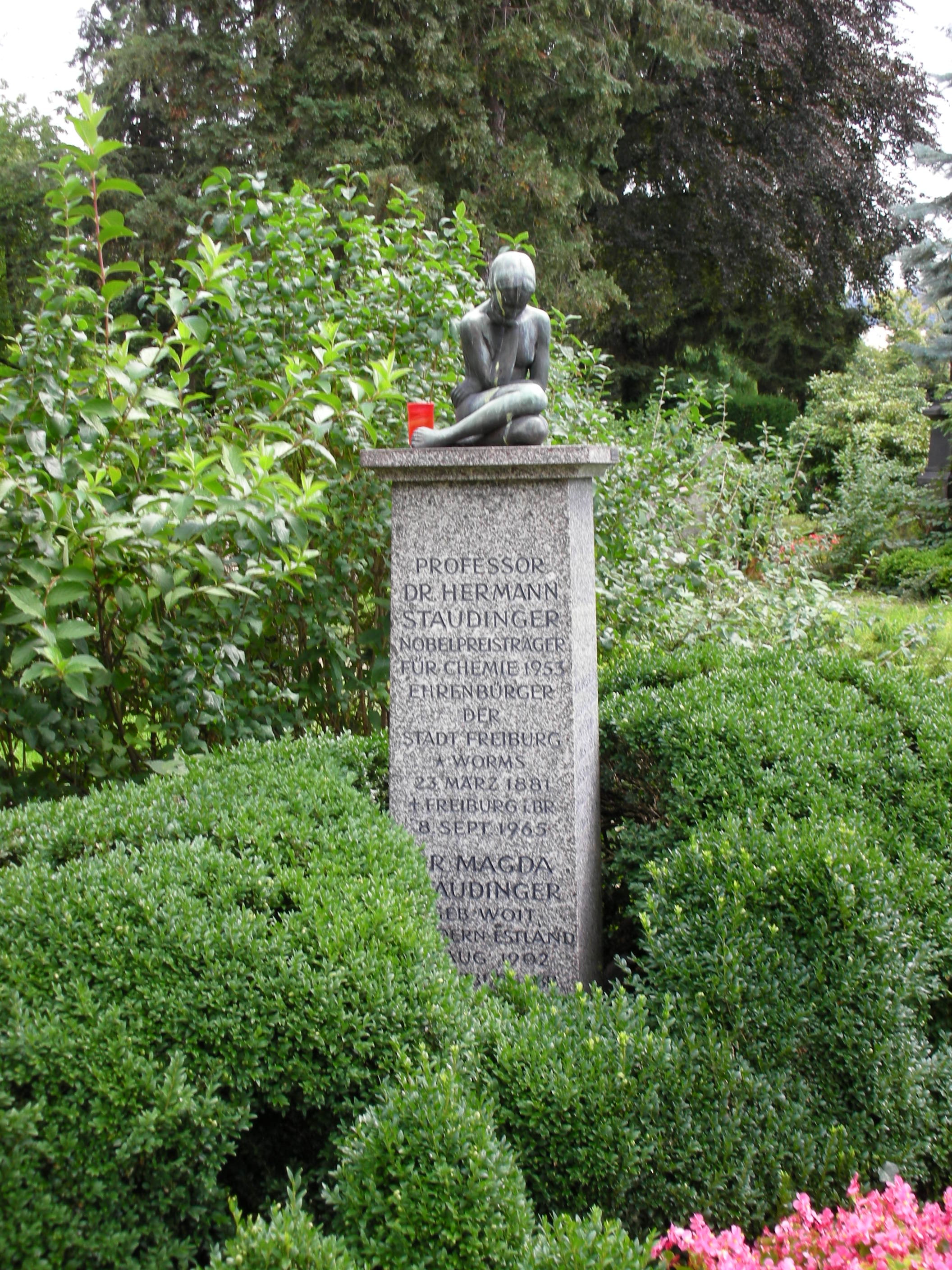
Sepultura de Hermann Staudinger, no Hauptfriedhof Freiburg im Breisgau